# Aeropuerto de Sherbrooke
El Aeropuerto de Sherbrooke (del inglés: Sherbrooke Airport) (IATA: YSC, OACI: CYSC) está ubicado a 9 MN (17 km; 10 mi) al noreste de Sherbrooke, Quebec, Canadá. 
Este aeropuerto es clasificado por NAV CANADA como un puerto de entrada y es servido por la Canada Border Services Agency. Los oficiales de la CBSA pueden atender aviones de hasta 30 pasajeros. 

## Aerolíneas y destinos
- Pascan Aviation
  - Toronto / Aeropuerto Internacional de Toronto-Pearson
  - Val-d'Or / Aeropuerto de Val-d'Or
  - Rouyn-Noranda / Aeropuerto de Rouyn-Noranda